# Regne d'Haití
El Regne d'Haití (francès: Royaume d'Haïti, Crioll haitià: Ini un Ayiti) fou un estat establert per Henri Christophe el 28 de març de 1811 quan sigui s'autoproclamà Rei Henri I després d'haver governat com a president. Aquest fou el segon moment en què Haití va esdevindre una monarquia, ja que abans Jean-Jacques Dessalines havia governat l'Imperi d'Haití. Després de l'assassinat de l'Emperador Jacques, el país es va partir. Henri va governar el del nord del país que va esdevenir l'Estat d'Haití i Alexandre Pétion, un blanc fou el President de la República d'Haití al del sud.
Durant el seu regnat, Henry va construir sis castells, vuit palaus (incloent-hi el Palau de Sans-Souci i la fortalesa Citadelle de Laferrière, construïda per a protegir el Regne de possibles invasions dels francesos. Va crear una classe noble i va fixar quatre prínceps, vuit ducs, 22 comtes, 37 barons i 14 cavallers.
Després d'un cop i de que el suport del seu govern fou posat en dubte, Henry es va suïcidar el 8 d'octubre de 1820. Va ser enterrat a la Citadelle Laferrière. El seu fill i hereu, el Jacques-Victor Henry, Princep Reial d'Haití, fou assassinat 10 dies més tard al Palau de Sans-Souci per revolucionaris.
El general Jean-Pierre Boyer va ser anomenat el successor d'Alexandre Pétion en la República del sud d'Haití. Va esdevindre President, de les dues parts del país que es van tornar a unir i governà fins al 1843.
El Regne d'Haití s'acaba amb l'ocupació per part d'Haití de Santo Domingo que formen la República d'Haití i Santo Domingo.